# Help! Help! Police!
Help! Help! Police! er en amerikansk stumfilm fra 1919 af Edward Dillon.

## Medvirkende
- George Walsh som George Welston
- Eric Mayne som Edward P. Welston
- Henry Hallam som Judson Pendleton
- Marie Burke som Mrs. Pendleton
- Alice Mann som Eve Pendleton